# 韓國政黨
韩国政党体制是韩国政治的重要组成部分，是最重要的政治行为团体。根据《韩国宪法》第八条，韩国实行多党制，宪法保障政党的自由成立。1962年12月，韩国正式颁布了《政党法》。韩国政府依法保护政党活动，并可依法对政党活动提供资金资助。政党的目的、组织和活动应该符合民主原则。如果政党的目的或活动违背民主的基本秩序，政府可通过宪法法院裁决其解散。:109:67
韩国政党数目繁多，经常频繁更换党名，存续期都在10年以下。原韩国总统朴正熙建立的民主共和党（1963-1980年）是韩国历史上存在时间最长的政党。韩国历届政党的社会阶层基础都比较薄弱，很难说某个政党代表某个社会阶层，只有执政党和在野党的区别。韩国政党的个人化程度很高，政党很多是围绕某位政治领导人而组建，“个人中心主义”明显。此外，韩国政党具有地域特点，政党的支持基础大多是政党核心人物的出生地。不过这种地域特点已呈现减弱趋势。:110:67
目前的政党主要有共同民主黨（原民主党与新政治联合合并）和国民力量（原名大國家黨、新世界黨、自由韓國黨、未来统合党）是韩国的两大政党，左右韩国政治:116-118。

## 历史

### 引入初期
日本投降后，美国在其控制的朝鲜半岛南部号召组织政党。1945年9月11日，霍奇中将在发表施政方针时声称只与有组织的政治团体对话。军政长官阿诺德少将也号召小的政治团体根据政治目标联合成大的政党，以实现必要的、基本的政治成熟。美军政府的号召得到了积极的响应，1945年10月24日，已有54个“政党”在美军政府登记，一年后，政党数量超过了300个。:110从某种程度上讲，这时期的韩国政党绝大多数只是缺乏政治纲领，没有严格组织规则的政治帮派，不是严格意义上的政党。1945年9月15日，美国驻韩政治顾问在给美国国务卿的信中这样写道，“在朝鲜有无数的政党和政治团体，而他们中的大多数是从日本投降以后雨后春笋般地发展起来的。长期的镇压与地下工作的艰难阻碍了鲜明的政治团体的产生。在9月12日，霍奇宣布要与各政治团体的代表人（每个团体限两人）谈话，结果有1200多人参加。几乎所有的团体都同意没收日本人的财产、将日本人逐出朝鲜以及立刻实现独立，除此之外，则没有其他的见解或主张。”经过了初期的混乱之后，朝鲜半岛南部主要形成了李承晚领导的独立促成中央协议会、金九领导的临时政府派和金性洙领导的韩国民主党三大政治势力。:111
在美国扶植下成立的第一共和国虽然因李承晚的独裁，而远离了民主政治，但韩国的政党还是有了明显的进步。1948年，多达48个政党参加了韩国制宪国会的选举，其中有16个政党有议员当选。1950年，第二届国会选举中，参加竞选的政党数目降到了39个，有议员当选的政党数目降到了12个。1951年，李承晚成立自由党后，将几个分散的小党汇聚到自由党的旗下，成为占据优势的执政党。在韩国第三届国会选举时，当选政党数目下降为5个，参选政党和当选政党的数目随后都逐步稳定，韩国政治多党竞争的局面基本形成。由韩国民主党通过吸收其它党派而形成的民主国民党成为了主要的在野党。1955年9月，民主国民党改组为民主党，成为反对李承晚力量的大联合。:111-112
反对党的发展在韩国一直受到打压，执政党往往以反共为借口大肆排除异己。而美国在韩国实行“反共优于民主”政策，因此对李承晚镇压反对党态度暧昧。美国一方面在韩国标榜推行民主制度，另一方面又利用李承晚反共。李承晚则在美国的这两个目标中分割，取舍，游刃有余。李承晚一直对美国加给韩国的多党制不以为然，他认为“派系斗争在韩国有很长的历史，不同派系的人们互相争斗甚至置对方于死地… …多党竞争的体制在韩国并没有很好地执行，一些人抛弃了现代的政治制度而用它来制造混乱和纷争… …而这种混乱只能为共产主义者的颠覆创造条件”。1960年4月24日，在韩国政局失去控制后，李承晚宣布辞去自由党总裁一职，试图回到1945年超越并凌驾于各党派之上的状态。:112-113
李承晚下台后，民主党在1960年7月的选举中获胜，成立了内阁制的第二共和国。由于以总统尹潽善为首的民主党旧派和以张勉总理为首的新派的权利争夺，1961年2月20日，民主党发生了分裂，新派沿用民主党的名称，旧派改称新民党。民主党的分裂既是以往韩国党内纷争的延续，也是从总统制改为内阁制后的权利在分配。当时的韩国政治还没有适应新的政治体制，但历史也没给第二共和国留下足够的时间去适应和调整。:113

### 军政威权时期
1961年5月16日，朴正熙发动军事政变控制了韩国政权，韩国国会、政党和社会团体被解散，一切政治活动都被禁止。1963年初，朴正熙军政府公布《政党法》，宣布恢复总统制，并准备进行总统和国会选举。1963年2月，金钟泌为筹备竞选建立了民主共和党。8月30日，朴正熙正式加入民主共和党，并很快成为总裁，金钟泌则担任该党议长，负责党务工作。:113
1963年10月，朴正熙以微弱的优势战胜民政党候选人尹潽善当选总统。在11月的国会竞选中，民主共和党赢得了175个议席中的110个席位。:1131965年5月，民政党与朴顺天领导的民政党合并成民众党。1967年2月，民众党又并入新民党。通过聚集第二共和国时期民主党的各派势力和其它一些小的党派，新民党发展成为了这一时期的最大在野党。1971年韩国总统大选，新民党候选人金大中以46%的选票对朴正熙形成了强有力的挑战。在随后的国会选举中，新民党获得了89个议席，仅次于民主共和党的113席。:113
1971年的总统大选结束后，朴正熙加大了对新民党的压制。金大中本人也遭到政治迫害，被迫流亡海外。1972年10月17日，朴正熙发动“十月维新”军事政变，解散国会，后公布了第四共和国的《维新宪法》，将总统直接选举改为由“统一主体国民会议”间接选举，有关限制总统连任的规定也被废除。:114虽然朴正熙领导的民主共和党是韩国至今存在时间最长的政党，但他本人对亲政府的或持反对立场的政党都深表怀疑，认为他们在最好的情况下也只是一种必要的恶，发展到最坏就是一种威胁。
1974年金泳三当选新民党总裁后，新民党元老派势力开始消弱。新民党形成了以金泳三为首的“革新派”和以李哲承为首的“妥协派”。1979年10月，朴正熙被暗杀。同年12月12日，全斗焕发动政变，控制了政权。不久，民主共和党和新民党都被全斗焕解散。:1141981年1月15日，权正达、李钟赞等人成立了民主正义党，全斗焕出任总裁。1985年1月8日，金泳三和金大中的支持者联合创建了“新韩民主党”（简称“新民党”）。不久，在野的韩国民主党也并入该党。在第12届国会选举中，新民党获得了102席，成为主要的在野党。新民党与执政正义党就修宪问题展开了激烈的斗争，最终新民党总裁李敏雨因与金大中和金泳三出现意见分歧，导致新民党分裂。1987年5月1日，以金大中和金泳三为代表的原新民党主流派组建了统一民主党，金泳三出任总裁，金大中任常任顾问。:115

### 民主化时期
1987年“六月民主运动”后，卢泰愚迫于压力于6月29日宣布修改现行宪法，举行第十三届总统大选。金大中、金泳三和金钟泌各自组建政党参选，形成“一卢对三金”的格局。由于「三金时代」相争，卢泰愚渔翁得利当选韩国自朴正熙之后的首位民选总统:313-315:115。不过金大中的平和民主党，金泳三的统一民主党和金钟泌的新民主共和党在国会议员选举中取得了重大的胜利。三大在野党所获得的席位合起来大大超过执政的民正党的席位。韩国政坛首次出现“朝小野大”的局面:320-324:376。为了扭转被动局面，卢泰愚开始谋求与金钟泌和金泳三联合执政。民正党、统一民主党、共和党最终于1990年2月9日正式合并为“民主自由党”（简称“民自党”），卢泰愚被选为总裁，金泳三和金钟泌被选为最高委员。通过三党合并，卢泰愚成功结束了“朝小野大”的局面。:336-340:376-381
1992年12月，金泳三凭借执政民主自由党的支持在第十四届总统大选击败金大中，成为韩国自朴正熙以来的首位文人总统。金大中宣布退出政坛:352-356:382-383。金泳三执政后，民自党开始出现分裂。1995年3月，金钟泌从民自党分离出来成立了自由民主聯合。同年7月，金大中重返政坛，并在9月成立了新政治國民會議，卻也造成民主党的分裂解散，未加入新黨的成員併入統合民主黨，該黨之後又改名民主党。1995年底，卢泰愚和全斗焕因腐败和非法行为被判刑入狱。金泳三为与之划清界限，将民主自由党改名为新韓國黨。1997年11月，新韩国党与民主党合并成为大国家党。:115-116
1997年，金大中通过联合金钟泌的自由民主联合击败大国家党候选人李会昌，当选为韩国第十五届总统，实现了韩国现代史上朝野政党首次政权和平交接:392-401:1162000年1月20日，新政治国民议会改名为新千年民主党:268。卢武铉当选韩国第十六届总统后，新千年民主党出现分裂。2003年9月，47名新千年民主党和5名大国家党改革派议员宣布退出各自政党，在国会成立了“国民参与统合新党”交涉团。11月11日，国民参与统合新党在首尔奥林匹克运动场召开建党大会，新政党名称为开放国民党。在卢武铉遭到国会弹劾后，该党支持率迅速攀升，在第17届国会选举中一跃成为国会第一大党。2004年5月20日，已经退出新千年民主党近8个月的卢武铉正式加入了开放国民党:277-279。由于开放国民党构成复杂，不久就开始出现分裂，在地方选举中接连败北，包括卢武铉在内的党员纷纷退党。2007年8月，61名开放国民党议员宣布创建大统合民主新党，随后又与开放国民党合并，组建新的统合民主党:117。
2007年，在野10年之久的大国家党候选人李明博当选韩国总统，使该党一跃成为执政党。:116在野陣營分裂為大統合民主新黨、民主黨和創造韓國黨，前二者隔年合併為統合民主黨。2010年韓國地方選舉，在野黨迎來久違的勝利，民主黨獲得最多的廣域團體首長，使保守派感到壓力開始整合。2011年11月，進步派政黨民主勞動黨解散，併入統合進步黨。2012年，大国家党改名新国家党（亦譯作新世界黨）；民主黨則合併市民統合黨等政黨，改名民主統合黨。
在2012年初的國會選舉，朴槿惠率領的新世界黨擊敗韓明淑帶領的民主統合黨與進步派的統合進步黨，並在年底的的總統選舉打敗文在寅，順利當選總統，也延續保守派的執政。2012年10月21日，統合進步黨部分成員因政黨分裂出走而成立進步正義黨，並於2013年7月21日改名正義黨；2014年12月19日，統合進步黨遭韓國憲法法院宣判違憲並勒令解散，解散後成員加入民眾聯合黨。2013年4月29日，民主統合黨復名民主黨。為迎戰新一次的選舉，2014年3月26日，民主黨與安哲秀剛成立的新政治聯合合組新政黨，名為新政治民主聯合，由金漢吉、安哲秀共任黨魁。6月4日的地方選舉前雖爆發世越號船難事件，令執政黨顏面無光，在野陣營欲趁機贏得選舉勝利，然而選舉結果以新世界黨與新政治民主聯合互有斬獲告終。
2015年文在寅當選新政治民主聯合黨魁后，新政治民主聯合黨發生嫌隙，安哲秀、千正培等人先後離黨，並在2016年2月2日成立國民之黨。新政治民主聯合也易名為共同民主黨，文在寅黯然辭職，保守派金鍾仁接任黨魁。在2016年大韓民國國會選舉中，共同民主黨逆轉成為最大黨，新世界黨淪為第二大黨，新成立的國民之黨一舉成為第三大黨，使國會呈現三黨鼎立的局面。2016年，朴槿惠因閨蜜門事件，遭國會彈劾。金武星等29位非朴派議員集體脫黨，隔年1月24日成立正黨。2月17日，新世界黨改名自由韓國黨。3月10日，憲法法院判決朴槿惠下臺，朴槿惠任期提前結束。5月9日的總統選舉，由文在寅當選，結束保守派的十年執政。
2018年地方選舉前，安哲秀為整合第三勢力力量，提出國民之黨與正黨合併，然而國民之黨內的鄭東泳、千正培、朴智元 (政治人物)等人均表反對，在黨內投票通過合併選舉後，出走另立民主平和黨；合併的政黨則為正未來黨。

## 政党列表

### 拥有国会席位的政党
截至2025年7月16日，韩国第22届国会共有以下7个政党：
| 政党 | 政党                                  | 国会席位 | 党首            | 加注 |
| ---- | ------------------------------------- | -------- | --------------- | --- |
|      | 共同民主党 韩语：／ Deobureominjudang | 166      | 郑清来          | 自由派：由原民主党和新政治联合合并而成，原名為新政治民主聯合。现為执政党及国会最大党。                                |
|      | 國民力量 韩语：／ Gungminuihim        | 107      | 宋彦锡          | 保守派：又稱國民力量党，原名未來統合黨，由自由韓國黨、新保守黨、向未來前進4.0合併而成，现為最大在野党及國會第二大黨。 |
|      | 祖國革新黨 韩语：／ Jogughyeogsindang | 12       | 金宣旼 （代理） | 自由派：由文在寅政府的前法務部部長曹國于2024年3月3日创立。                                                            |
|      | 改革新黨 韩语：／ Gaehyeogsindang     | 3        | 李俊錫          | 保守派：由前國民力量代表李俊錫創立。                                                                                  |
|      | 進步黨 韩语：／ Jinbodang             | 3        | 金在妍          | 进步派：原名民众党，从民眾聯合黨、新民眾政黨合併而成，可視為2014年遭判決解散的統合進步黨的延續。                      |
|      | 基本所得黨 韩语：／ Gibon-Sodeugdang  | 1        | 龍慧仁          | 進步派：2020年國會選舉與共同市民党合作，選後議員被共同市民党除名。                                                    |
|      | 社會民主黨 韩语：／ Sahoeminjudang    | 1        | 韓昌旼          | 进步派：由離開正義黨的成員於2024年创立。                                                                              |